# $29,99
$29,99 é um romance, publicado pelo escritor francês Fréderic Beigberder em 2001. Seu título faz alusão a uma estratégia publicitária de definir preços para que aos olhos do consumidor ele pareça mais barato do que realmente é (como nas lojas 1,99). Por isso, o original francês tinha como título 99 francs (ISBN 3-498-00617-7) é mudou para 14,99 euro após a França adotar o Euro.
O livro faz um retrato do mundo da propaganda, desnudando seus profissionais (incluindo o próprio autor) e demonstrando sua força no mundo moderno. O livro causou grande polêmica na França, Beigberder foi acusado de hipocrisia por grandes executivos, se tornou sucesso de vendas e inspirou o roteiro do filme 99 francs, de Jan Kounen, lançado em 2007.